# Blackhead
Blackhead  est un petit village côtier de la région de Hawke's Bay, situé dans l’île du Nord de la Nouvelle-Zélande.

## Situation
Il est localisé sur la côte est de l’île du Nord à environ 74 kilomètres au sud de la ville de Napier.
La plage de Blackhead Beach est une plage de sable, semblable à d’autres plages de la région de Hawke's Bay, telles que Shoal Beach.

## Toponymie
Le nom Māori d’origine de la plage est Te Pariomahu et celui-ci est utilisé de façon plus commune par l’hapū local.

## Activités
Il y a une réserve marine localisée au-delà des berges de Blackhead Beach.
Les activités telles que la natation, la plongée, le surf, les bains de soleil et les autres activités aquatiques sont très populaires au niveau de Blackhead. Les opérations commerciales sur l’eau comme la pèche ne sont pas très pratiquées au niveau de Blackhead du fait de la proximité de la réserve marine interdisant le perturber la faune sous-marine mais la pèche en dehors de la zone de la réserve est possible et fréquente.
Le village comprend quelques propriétés de plage et un camping.

## Caractéristiques
La réserve de « Te Angiangi Marine Reserve » couvre une surface de 446 hectares et s’étend à un mile nautique au-delà des berges entre Shoal Beach (en) et Blackhead.
La réserve marine offre la possibilité d’appréhender un habitat marin naturel non modifié.
Les groupes scolaires, les familles et les visiteurs du secteur peuvent explorer des bassins soumis à l’action de la marée en profitant de la marée basse et plonger dans les bassins à condition de ne pas perturber la vie marine ni la déplacer.
La plongée en tuba et la plongée en apnée dans le périmètre de la réserve de « Te Angiangi Marine Reserve » permettent au public de profiter de la richesse de la vie marine dans son habitat naturel.
La réserve marine a un centre d’information, qui renseigne sur les nombreux oiseaux vivant sur la côte dans ce secteur.

## Marae
Le marae nommé « Pourerere » est localisé près de Blackhead, c’est un terrain de rencontre des Ngāti Kahungunu du hapū de Ngāi Te Ōatua (en) et des Ngāti Tamaterā (en),.